# Culúcona
Culúcona (em grego: Κουλούκωνα; romaniz.: Kouloukonas) foi um município independente da unidade regional de Retimno, em Creta na Grécia. Desde a reforma administrativa de 2011, Culúcona faz parte do município de Milopótamos como uma unidade municipal. Sua sede era a cidade de Garazo.